# Date Night
Date Night er en amerikansk screwball comedy-film fra 2010 instrueret af Shawn Levy og med Steve Carell og Tina Fey i hovedrollerne. Den havde premiere i USA den 9. april 2010. Den blev markedsført som Crazy Night i Europa, men titlen blev senere ændret tilbage til den oprindelige titel Date Night.

## Medvirkende
- Steve Carell – Phil Foster
- Tina Fey – Clara Foster
- Ray Liotta – Joe Miletto
- James Franco – Chase Myers
- Mark Wahlberg – N.A.
- Taraji P. Henson – Detective Arroyo
- Mark Ruffalo – Brad Sullivan
- Leighton Meester – Katy